# Reprezentacja Tunezji w piłce wodnej mężczyzn
Reprezentacja Tunezji w piłce wodnej mężczyzn – zespół, biorący udział w imieniu Tunezji w meczach i sportowych imprezach międzynarodowych w piłce wodnej, powoływany przez selekcjonera, w którym mogą występować wyłącznie zawodnicy posiadający obywatelstwo tunezyjskie. Za jej funkcjonowanie odpowiedzialny jest Tunezyjski Związek Pływacki (FTN), który jest członkiem Międzynarodowej Federacji Pływackiej.

## Historia
W 2008 reprezentacja Tunezji rozegrała swój pierwszy oficjalny mecz w eliminacjach World League.

## Udział w turniejach międzynarodowych

### Igrzyska olimpijskie
Reprezentacja Tunezji żadnego razy nie występowała na Igrzyskach Olimpijskich.

### Mistrzostwa świata
Dotychczas reprezentacji Tunezji żadnego razy nie udało się awansować do finałów MŚ.

### Puchar świata
Tunezja żadnego razy nie uczestniczyła w finałach Pucharu świata.

### World League
Tunezyjskiej drużynie 2 razy nie udało się zakwalifikować do finałów World League. W 2008 i 2010 odpadła w rundzie wstępnej.